# Françoise de Foix
Françoise de Foix, hraběnka de Châteaubriant (kolem 1495 – 16. října 1537 Châteaubriant), byla titulární metresou Františka I. Francouzského.

## Původ
Françoise byla dcerou Jeana de Foix, vikomta de Lautrec a Jeanne d'Aydie. Její otec byl synem Pierra de Foix, vikomta de Lautrec. Pierre byl mladší bratr Gastona IV. de Foix, který se oženil s Eleonorou, královnou Navarrskou. Françoise tak byla druhou sestřenicí vévodkyně z Bretaně a královny Francie, Anny Bretaňské, jejíž matka byla dcerou Gastona IV. a Eleonory. Françoise byla vychována u Annina dvora, kde se setkala s Jean de Lavalem, hrabětem de Châteaubriant, se kterým se v roce 1505 zasnoubila. Dne 11. března 1508 potom porodila dceru Annu, která však zemřela 12. dubna 1521. Pár byl formálně sezdán roce 1509  a žili společně na zámku v Châteaubriant, dokud je král František I. v roce 1516 nepozval ke dvoru. Françoise byla vysoká a tmavovlasá, byla také kultivovaná, mluvila latinsky a italsky a psala poezii.

## Oficiální milenka
Když dorazila na královský dvůr, Františkovo dvoření a dary ji přiměly, aby ji stejně nadaný a kultivovaný král začal přitahovat (ten se jí ihned snažil svést). Král jí věnoval různé laskavosti a dával dary její rodině. Její manžel se stal velitelem vojenské roty. Jejímu staršímu bratrovi, vikomt de Lautrec, byl přidělen úřad guvernéra milánského vévodství. Její další dva bratři, Thomas de Foix-Lescun, a André de Foix, byli králem povýšeni do vysokých hodností v armádě. Françoise se nakonec někdy kolem roku 1518, po krátkém období vzdoru, stala milenkou krále.
Dne 25. dubna 1519 byl v Amboise pokřtěn korunní princ, tzv. dauphin, František. Jean de Châteaubriant a jeho manželka pomáhali při ceremoniálu a Françoise stála blízko královských princezen. To bylo pro královský dvůr znamení, že se stala La mye du roi („Zlatíčkem krále“), tedy Františkovou první oficiální milenkou. Ona sama z toho posunu žádnou radost neměla. Uznání Françoise jako oficiální milenky krále se také velmi nelíbilo královně matce Louise Savojské, která neměla ráda rodinu de Foix .

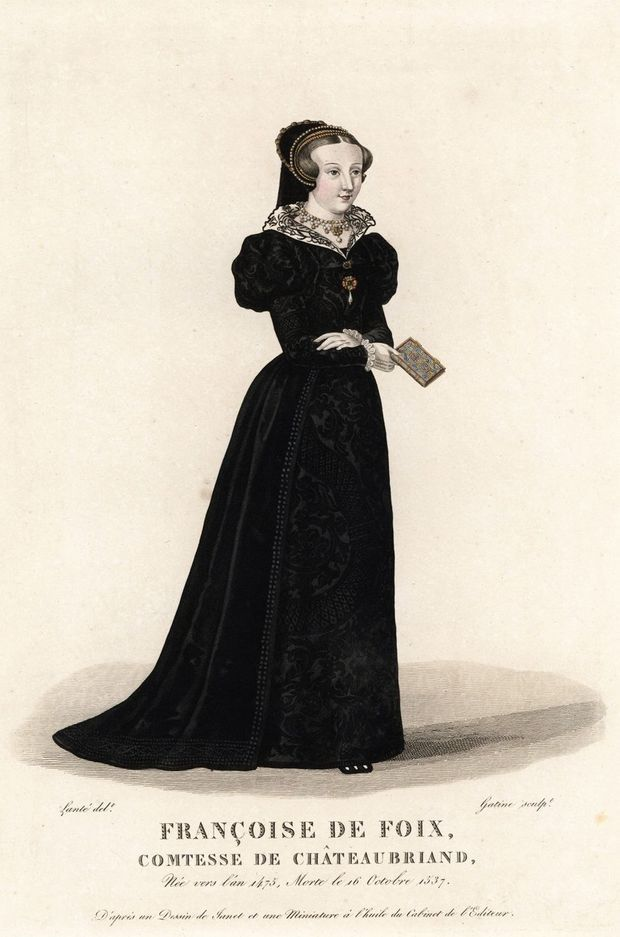
Françoise de Foix, neznámý autor

Naproti tomu manžel Françoise, Jean, ačkoli nevyhnutelně o této záležitosti věděl, projevoval v této záležitosti jen malý zájem. A když jej v prosinci 1519 František I. poslal do Bretaně, aby tam vedl jednání ohledně daní, hrabě králi poděkoval a věci jako takové nepřikládal žádnou důležitost. V té době zůstávala Françoise u královského dvora, kde se stala dvorní dámou královny Claude, vévodkyně Bretaňské.
Françoise zůstala oficiální milenkou Františka po desetiletí. Neměla žádný politický vliv, dokázala pouze přesvědčit krále, aby její bratr neupadl v královu nemilost po porážce v bitvě u Bicoccy. V roce 1525 byl král zajat v bitvě u Pavie a převezen do Madridu. Během Františkovi nepřítomnosti ve Francii vládla jeho jménem jeho matka Louisa Savojská. Byla to také její intrika, která zajistila, že po návratu do Francie upoutala královu pozornost mladá blondýnka Anne de Pisseleu d'Heilly. Královna matka zajistila, aby Françoise nebyla přítomna při vstupu krále zpět na francouzskou půdu a naopak rychle králi představila výše zmíněnou Annu de Pisseleu. Dobře věděla, že král nebude mít žádné výčitky své nestálosti. Françoise se ke králi opravdu mohla přiblížit až s časovým odstupem a to stačilo, aby Anna de Pisseleu již posílila svou pozici. Obě ženy pak bojovaly o královu přízeň dva roky, než se Françoise vzdala a vrátila se v roce 1528 na Châteaubriant.

## Závěr života a smrt
Po návratu do Châteaubriant žila Françoise nadále se svým manželem Jeanem, který se stal guvernérem Bretaně. Jejímu manželovi však začaly chybět různé dary a milosti od krále, kterých se mu dříve dostávalo a z této nepřízně začal vynit Françoise a různými způsoby ji ubližoval. Françoise stále psala dopisy králi a v nich se také o přístupu manžela zmínila. František potom naznačil Jeanovi, aby se krotil. Sám pak několikrát navštívil Châteaubriant. Jeho poslední návštěva proběhla v roce 1532, když byl hostěn v novém hradu, který Jean v květnu dokončil.
Rivalita mezi Annou a Françoise však trvala i nadále. Anně se třeba podařilo krále přesvědčit, aby požadoval po Françoise zpět šperky, které ji věnoval. Ta reagovala tak, že šperky nechala roztavit a králi poslala zlaté pruty s tím, že to co bylo na špercích vyryto patřilo jí a je to nyní vyryto jen v jejím srdci. Král se potom rozhněval na Annu, ale zejména pak na sebe. Zlaté pruty potom poslal zpět Françoise.
Françoise de Foix zemřela 16. října 1537. Její smrt byla předmětem pověstí. Jedna legenda vyprávěná francouzským historikem Varillasem, vycházela ze známé brutality manžela Françoise Jeana de Laval. Podle této legendy ji hrabě uzavřel v temné polstrované cele a následně ji nechal zabít. Za pravděpodobnější se však považuje, že Françoise zemřela na nemoc.
Je pohřbena v kostele Trinitářů v Châteaubriant, kde jí manžel nechal postavit hrobku s epitafem od Clémenta Marota a s její sochou. Jean de Laval zemřel 11. února 1543 ve věku 56 let, přičemž třetinu svého majetku odkázal Anne de Montmorency, včetně Châteaubriant. V jeho úřadu guvernéra Bretaně jej vystřídal Jean IV. de Brosse, manžel Anny de Pisseleu.
Brantôme líčil mnoho anekdot o hraběnce. Anekdota o nejmenované milence Františka I., kdy byla dáma v posteli s admirálem Bonnivetem téměř přistižena králem, je často připisována Françoise de Foix.